# Grammoechus strenuus
Grammoechus strenuus är en skalbaggsart som först beskrevs av Thomson 1864.  Grammoechus strenuus ingår i släktet Grammoechus och familjen långhorningar. Inga underarter finns listade i Catalogue of Life.